# Cryptopilumnus pereiodontus
Cryptopilumnus pereiodontus is een krabbensoort uit de familie van de Pilumnidae. De wetenschappelijke naam van de soort is voor het eerst geldig gepubliceerd in 1993 door Davie & Ghani.